# معهد ديبنر لتاريخ العلوم والتكنولوجيا
كان معهد ديبنر لتاريخ العلوم والتكنولوجيا (1992-2006) معهدا بحثيا تم إنشاؤه في معهد ماساتشوستس للتكنولوجيا ، ويقع في مبنى تم تجديده (إي 56) في الحرم الجامعي في 38 ميموريال درايف ، ويطل على نهر تشارلز.

## وصف المعهد
في قلب المعهد كانت مكتبة بورندي في الطابق الأرضي ، التي تحتوي في البداية على 37000 مجلد عن تاريخ العلوم والتكنولوجيا التي جمعها صندوق ديبنر. تمتلك المكتبة أيضا مجموعة كبيرة من الأدوات العلمية العتيقة ، مثل الأسطرلاب والتلسكوبات والمجاهر ومقاييس الطيف المبكرة وآلة ويمشيرست ، والتي كانت معروضة للجمهور في معرض مخصص خارج المكتبة. كما تم عرض مجموعة كبيرة من المصابيح المتوهجة العتيقة ، وأنابيب تفريغ الغاز ، والأنابيب المفرغة الإلكترونية ، وغيرها من الأمثلة المبكرة للتكنولوجيا الكهربائية والإلكترونية. ستقيم المكتبة معارض خاصة من حين لآخر ، مثل الحياة الآخرة للخلود: المسلات خارج مصر.
كان المبنى عبارة عن هيكل متواضع على طراز فن الآرت ديكو ، مواجها لمحرك ميموريال ونهر تشارلز. فوق المكتبة ومساحة العرض ، في الطابق الثاني والثالث كانت المكاتب وقاعات المحاضرات والندوات. عقد المعهد محاضرات وندوات وبرامج دراسية وندوة سنوية في تاريخ العلوم والتكنولوجيا. خلال فترة وجوده ، دعم المعهد أكثر من 340 زمالة قصيرة وطويلة الأجل.